# Sarah Solemani
Sarah Solemani (nacida el 4 de septiembre de 1982) es una actriz, escritora y activista inglesa. Es conocida por su papel de Becky en la comedia ganadora del BAFTA Him & Her, y por interpretar a Miranda, la mejor amiga de Renee Zellweger, en Bridget Jones's Baby, por la que fue nominada al premio Evening Standard a la mejor actriz. También tuvo papeles en la serie de televisión de comedia británica Bad Education y The Wrong Mans.

## Trayectoria
Solemani nació en el distrito londinense de Camden y creció en Crouch End. Su padre es un profesor de matemáticas judío persa (ahora jubilado). Después de aprobar sus A-levels en la Escuela Henrietta Barnett, se tomó un año sabático antes de leer Ciencias Sociales y Políticas (ahora Tripos de Ciencias Humanas, Sociales y Políticas) en New Hall, Cambridge y graduarse con una maestría (Hons). En Cambridge, se unió al grupo de actuación Footlights, convirtiéndose en secretaria social durante su primer año y luego en vicepresidenta.

### Teatro
Solemani fue miembro del National Youth Theatre durante su año sabático, tiempo durante el cual apareció como Elaine en la producción teatral del West End de El graduado y como Ayesha en la producción del Teatro Nacional aclamada por la crítica Sanctuary.
Fue miembro del Grupo de Jóvenes Escritores adscrito al Royal Court Theatre, y escritora del Young Vic Theatre. Dos obras escritas por ella fueron producidas en el Soho Theatre. Otra de sus obras, The Cost of Things (2010), se presentó en el Teatro Público de New York bajo el auspicio del Old Vic Theatre como parte del TS Eliot Project. En 2011, escribió The Baron, que recibió el premio 'Ignite' de Old Vic New Voices.
En 2009, Solemani apareció en la obra de Simon Stephens Pornography en el Tricycle Theatre de Londres y, en 2012, como Maryam en La casa de Bernarda Alba en el Teatro Almeida. Escribió Up the Royal Borough, parte de una velada de obras de teatro en respuesta a Chavs de Owen Jones en el Lyric Hammersmith. Obtuvo buenas críticas.

### Televisión y cine
El primer papel cinematográfico de Solemani fue el de una joven en Mrs Henderson Presents, que interpretó durante su tercer año de universidad. Su primer papel importante en televisión fue el de Becky en la comedia de BBC Three Him & Her, que se transmitió por primera vez en septiembre de 2010 y duró cuatro temporadas hasta 2013.
Desde 2012 hasta 2014, Solemani interpretó a Rosie Gulliver en la comedia de BBC Three, Bad Education, incluida su película derivada The Bad Education Movie y un especial único en 2022. En 2013, apareció en The Wrong Mans de la BBC y Hulu junto a James Corden. Repitió el papel para la segunda temporada del programa. Escribió y protagonizó un episodio de la serie de Sky TV Love Matters, titulado "Aphrodite Fry", que se emitió en 2013. En 2014, escribió la película para televisión The Secrets. Se emitió en BBC One con gran éxito de crítica.
En Hollywood, Solemani fue elegida por Bill Hader y Alec Berg para formar parte de su equipo de redacción del nuevo programa de HBO de Hader, Barry. Mientras trabajaba en los Estados Unidos, descubrió que la industria televisiva estadounidense tiene una actitud más positiva hacia el encargo de trabajos a mujeres y la inclusión de personajes femeninos en sus series.
En 2019 se anunció que adaptaría la novela Ridley Road de Jo Bloom a un drama televisivo. Publicado en 2014, el libro de Bloom fue el resultado de una investigación sobre el antinazi Grupo 62 de Londres y los acontecimientos que lo involucraron en el verano de 1962, con las actividades del grupo como telón de fondo; el título proviene de la calle del East End donde los fascistas celebraron reuniones y en torno a las cuales se desarrollaron varios altercados. Fue transmitido por BBC One en octubre de 2021. En 2022, coescribió y coprotagonizó con Steve Coogan Chivalry, una comedia dramática de seis episodios sobre la "política sexual a raíz del movimiento #MeToo" para Channel 4.

### Artículos
Solemani ha colaborado con New Statesman,  The Guardian, The Independent y Harper's Bazaar. Escribe regularmente para las publicaciones Red y Glamour.

## Activismo
Solemani está en contra de la criminalización del trabajo sexual y ha sido una defensora de los derechos de las personas que ejercen el trabajo sexual desde 2002..Fue nominada por el Colectivo Inglés de Prostitutas (ECP) para representarlos en el Parlamento con el fin de detener los esfuerzos para criminalizar a los clientes. Fue una partidaria activa de la exministra del Interior, Yvette Cooper, en el concurso de liderazgo laborista de 2015. Ha presentado a Cooper en varios eventos del Partido Laborista y ha contribuido a sus discursos. 

## Vida personal
Solemani se casó con Daniel E. Ingram, un experto em inversiones sostenibles especializado en cambio climático, en Petah Tikva, Israel, el 3 de junio de 2012. Su hija nació en diciembre de 2013 y su hijo nació en mayo de 2018. Criada por un padre judío ortodoxo y una madre evangélica de los Hermanos de Plymouth, Solemani se convirtió formalmente al judaísmo junto con su esposo.

## Filmografía

### Cine y televisión
| Año             | Título                                                              | Papel                  | Notas                                               |
| --------------- | ------------------------------------------------------------------- | ---------------------- | --------------------------------------------------- |
| 2003            | Red Cap                                                             | Gillian Jennings       | Serie de televisión                                 |
| 2005            | Mrs. Henderson presenta                                             | Vera                   | Película                                            |
| 2006            | Undone                                                              | Edna                   | Radio series                                        |
| 2006            | Hyperdrive                                                          | Alien 1                | Serie de televisión                                 |
| 2007            | Living with Two People You Like Individually... But Not as a Couple | Antonia                | Serie de televisión – piloto                        |
| 2007            | Roman's Empire                                                      | Jenny                  | Serie de televisión                                 |
| 2007            | Suburban Shootout                                                   | Donna                  | Serie de televisión                                 |
| 2010–2013       | Him &amp; Her                                                       | Becky                  | Serie de televisión                                 |
| 2011            | Silent Witness                                                      | Mary Olivant           | Serie de televisión – episodio 109 ("The Prodigal") |
| 2011            | Psychoville                                                         | Emily                  | Serie de televisión                                 |
| 2011            | Coma Girl                                                           | Siobhan                | Serie de televisión – piloto                        |
| 2011            | Uptown Downstairs Abbey                                             | Lady Mary              | Serie de televisión – especial para Comic Relief    |
| 2012            | The Borgias                                                         | Magdelena              | Serie de televisión                                 |
| 2012            | Skins                                                               | Celia Champion         | Serie de televisión                                 |
| 2012–2014, 2022 | Bad Education                                                       | Miss Gulliver          | Serie de televisión                                 |
| 2013            | Love Matters                                                        | Aphrodite Fry          | TV series – episode 109 ("Aphrodite Fry")           |
| 2013            | The Look of Love                                                    | Anna                   | Película                                            |
| 2013–14         | The Wrong Mans                                                      | Lizzie Green           | Serie de televisión                                 |
| 2013            | Crackanory                                                          | Narradora              | Serie de televisión                                 |
| 2014            | The Secrets                                                         | Charlotte              | Serie de televisión                                 |
| 2015            | The Bad Education Movie                                             | Miss Gulliver          | Película                                            |
| 2015            | Hector                                                              | Sara                   | Película                                            |
| 2016            | The Five                                                            | Pru Carew              | Serie de televisión                                 |
| 2016            | Bridget Jones's Baby                                                | Miranda                | Película                                            |
| 2017            | No Offence                                                          | DCI Christine Lickberg | Serie de televisión                                 |
| 2017            | The Pact                                                            | Amy                    | Piloto                                              |
| 2018            | Wild Honey Pie!                                                     | Rachel Griffiths       | Película                                            |
| 2019            | How to Build a Girl                                                 | Angie                  | Película                                            |
| 2019            | Greed                                                               | Melanie                | Película                                            |
| 2020            | Inside No 9                                                         | Emily                  | Serie de televisión - episodio "Death Be Not Proud" |
| 2021            | Ridley Road                                                         |                        | Serie de televisión - escritora                     |
| 2022            | Chivalry                                                            | Bobby                  | Serie de televisión: también cocreadora y coescrita |
| 2025            | Bridget Jones: Mad About the Boy                                    | Miranda                | Película                                            |

### Teatro
| Año  | Título                   | Papel  | Notas             |
| ---- | ------------------------ | ------ | ----------------- |
| 2000 | The Graduate             | Elaine | Teatro Gielgud    |
| 2007 | Burning Cars             |        | Hampstead Theatre |
| 2009 | Pornography              |        | Tricycle Theatre  |
| 2012 | La casa de Bernarda Alba | Maryam | Almeida Theatre   |